# Richard Borek
Richard Borek (* 30. Juni 1874 in Braunschweig; † 13. Mai 1947 ebenda) war ein deutscher Briefmarkenhändler, Drucker, Kaufmann und Verleger. Er gründete die Braunschweiger Unternehmensgruppe Richard Borek.

## Leben
Borek wurde als Sohn des Kürschners Anton Borek (1841–1894) und dessen Frau Emma, geborene von Walbeck-Lambrecht (1845–1923), geboren. Sein Vater hatte im Jahr 1870 in der Braunschweiger Innenstadt eine Hut- und Pelzhandlung eröffnet. Boreks Hobby war das Sammeln von Briefmarken. Sein Interesse wurde im Jahr 1893 neu angefacht, als in den Vereinigten Staaten anlässlich der Weltausstellung in Chicago und zum Jahrestag der Entdeckung Amerikas durch Christoph Columbus Sonderbriefmarken erschienen. Er durchsuchte die Korrespondenz des Geschäftes und fand dabei zahlreiche alte Briefmarken aus Braunschweig, darunter einen Bogen mit Briefmarken des Herzogtums Braunschweig, den er in das Schaufenster des elterlichen Geschäftes hängte. Als dieser auf reges Interesse stieß, begann er sein Hobby zum Beruf zu machen und Briefmarken an Philatelisten zu verkaufen. Ab dem Jahr 1906 folgte der Verkauf druckfrischer Briefmarken und die Ausgabe erster Angebotslisten. Dies sollte der Grundstein für das spätere Versandhaus Richard Borek werden. 1907 erwarb er zunächst ein Haus am Domplatz 4. Dort zog am 1. April des Jahres das Unternehmen „Richard Borek–Braunschweig“ ein. Mit diesem Umzug ging eine Spezialisierung auf den Handel und den Versand von Briefmarken einher. Im Geschäft des Vaters hatte Borek bis dahin selbst produzierte Postkarten und Sammelbilder sowie einige Briefmarken angeboten. Das Sammeln dieser Marken war eine noch junge Leidenschaft, denn die Marken wurden erst seit 1840 zum Frankieren von Postsendungen benutzt. Zunächst sammelten die Menschen nur die gebrauchten, entwerteten Exemplare. Borek hatte so gesehen eine Marktnische für sich entdeckt, denn es gab innerhalb Deutschlands viele Kleinststaaten, die jeweils unterschiedliche Motive für ihre Marken verwendeten. Wer beispielsweise Marken aus Süddeutschland sammeln wollte, konnte diese bei Richard Borek käuflich erwerben. Der Umzug war notwendig geworden, da die Räumlichkeiten im Geschäft seines Vaters nicht mehr ausreichten.

## Briefmarkenhandel und Druckerei

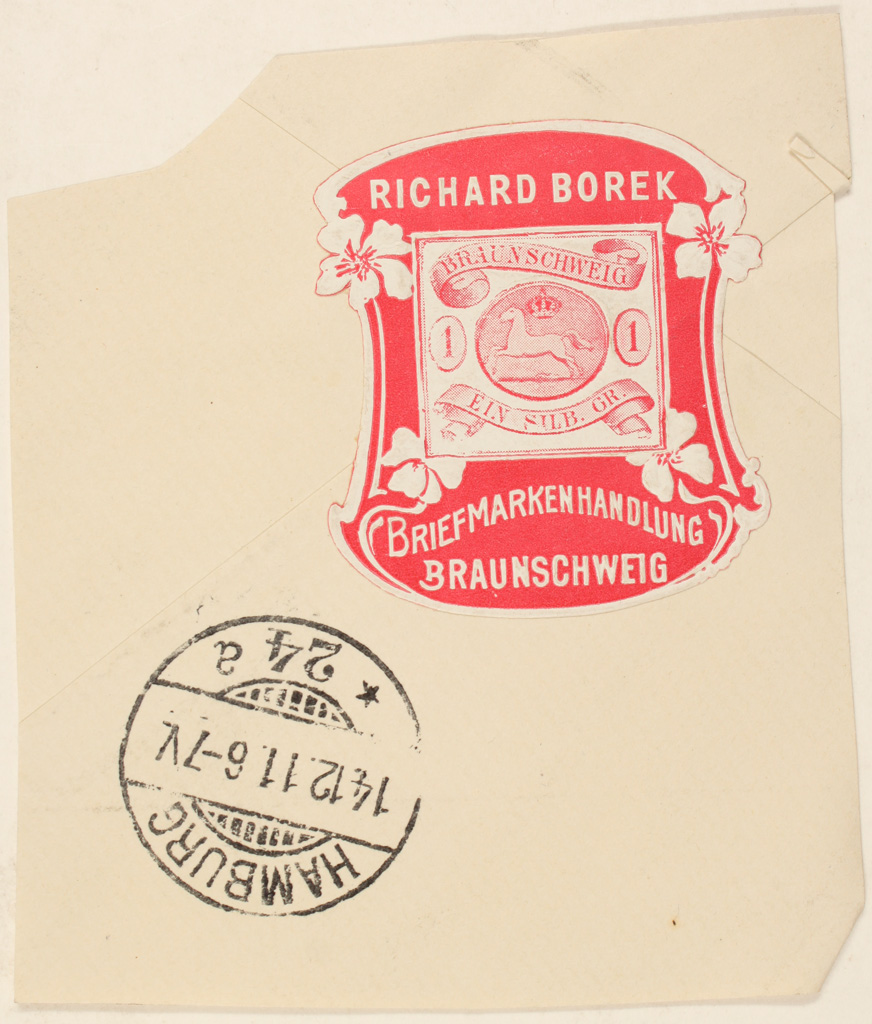
(Siegel) Richard Borek, Briefmarkenhandlung Braunschweig

Borek verkaufte die rund 60.000 Serien von Liebigbildern und das Postkartengeschäft, um so an das notwendige Kapital für seine neue Briefmarkenhandlung und den Erwerb des Hauses am Wilhelmsplatz zu gelangen. Der Erwerb gebrauchter Briefmarken war wenig lukrativ, so dass er sich darauf verlegte, bei den jeweiligen Poststellen druckfrische Marken zu erwerben, die er anschließend mit einem Aufschlag verkaufte. Er bemerkte schnell, dass es einen zusätzlichen Bedarf an erweiterbaren Sammelalben gab. So gründete er 1918 eine eigene Druckerei, in der Klemmalben für Briefmarkensammler, Angebotskataloge und Prospekte hergestellt wurden. Im Jahr 1925 fand erstmals eine Fernauktion für „Raritäten-Briefmarken“ statt.
Borek war mit Martha, geborene Schmidt (1881–1958), verheiratet und hatte einen gleichnamigen Sohn Richard (1911–1993) und einen Enkel Richard (* 1943). Im Jahr 1981 gründete sein Sohn die nach dem Vater benannte Richard-Borek-Stiftung.